# 村山敦
村山 敦（むらやま あつし、男性、1938年 - ）は、日本の経営者。関西国際空港株式会社（関空会社）の元代表取締役社長。
京都市出身。1961年に京都大学法学部を卒業し、松下電器産業（現 パナソニック）に入社。同社ではコンプレッサー部門を長年担当したのち、1994年には人事部長に、翌年には取締役となる。その後、常務、専務、副社長を歴任する。社長の中村邦夫とともに経営改革に取り組み、業績の「V字回復」を実現した。

## 関空会社社長として
松下での手腕を買われ2003年6月、関空会社の社長に就任。同社社長としては初めての民間企業出身者である。
コスト削減などを徹底した結果、2004年3月期決算（単体）は純利益が43億円となり、開港10年目にして初の黒字化を達成するなどの成果をあげた。関空二期工事を進めるなど、原油価格高騰などの逆境の中、関空の発展に努めている。また、関空連絡橋の国有化、関空会社完全民営化、第二ターミナルの建設などの主張を含め、改革を進めている。

## テレビ出演
- 日経スペシャル カンブリア宮殿 「絆スペシャル 社長を救った名参謀 ～アイツがいたからオレがいる～」（2009年3月9日、テレビ東京）- 関西国際空港 社長として出演[1]。